# ティム・デンシャム
ティム・デンシャム（Timothy "Tim" Densham）は、イギリス人のF1エンジニア、長年ルノー チームのチーフ デザイナーを務めてきた。

## 経歴

### 初期の経歴
1955年3月31日、コベントリー、ウォリックシャーの生まれ。
ランカスター工科大学の機械工学科を1975年に終了し学士号を取得。卒業後間もなく、クルーのロールス・ロイス社に自動車のデザイナーとして入社し、1979年まで同社で勤務した。
1980年に、F1チームのロータスに移り、その翌年までドラフトデザイナーの任にあたっていたが、1982年からトラックサイドのレースエンジニアに転じ、1984年から1985年にかけエリオ・デ・アンジェリス、1986年にジョニー・ダンフリーズ、1987年には中嶋悟を、それぞれ担当し、現場でのレースカーのR&Dをした。
1988年には、マイク・コフランを補佐するアシスタントチーフデザイナーとして研究開発部門に転属したが、この時期になるとロータスの低迷は顕著になって、技術部門では主要スタッフの離脱が相次ぐこととなる。デンシャムはブラバムに移籍し、レースエンジニアとして、1990年にステファノ・モデナ、1991年にはマーク・ブランデルを担当した。この時期、チーフデザイナーだったセルジオ・リンランドがチームを去ったため、設計の経験が見込まれ、1992年にはチーフデザイナーとして新車BT61の設計を任されたが、結果的に、資金不足のチームは開発を打ち切って前年車の使用を継続したために、シーズン途中で投入される予定だったこのシャシーは、ブラバムでは日の目を見ることはなかった。
ブラバムもまた危機に瀕したことから、1992年末にはティレルに移籍し、以後、レースエンジニアとして、1993年はアンドレア・デ・チェザリス、1994年にマーク・ブランデル、1995年と1996年にかけ片山右京、1997年にはヨス・フェルスタッペンを担当した。
1998年は、長年レースエンジニアとして世界中を転戦し続けてきたことへの疲れを理由に、レース現場から退きテストチームに移籍していたが、同年半ばにはチームを去り、当時極秘で進められていた、ホンダF1によるF1参戦計画に合流した。
同年12月には、ダラーラ製のテスト用シャシー（ホンダ・RA099）が完成し、ヨス・フェルスタッペンをドライバーに迎えてテストを開始した。B・A・Rに買収されて消滅した、ティレルチームのスタッフもこれに合流するが、この間にハーベイ・ポスルスウェイトが急逝するなどした影響もあり、1999年にホンダは車体開発計画の中止を決定した。

### 近年

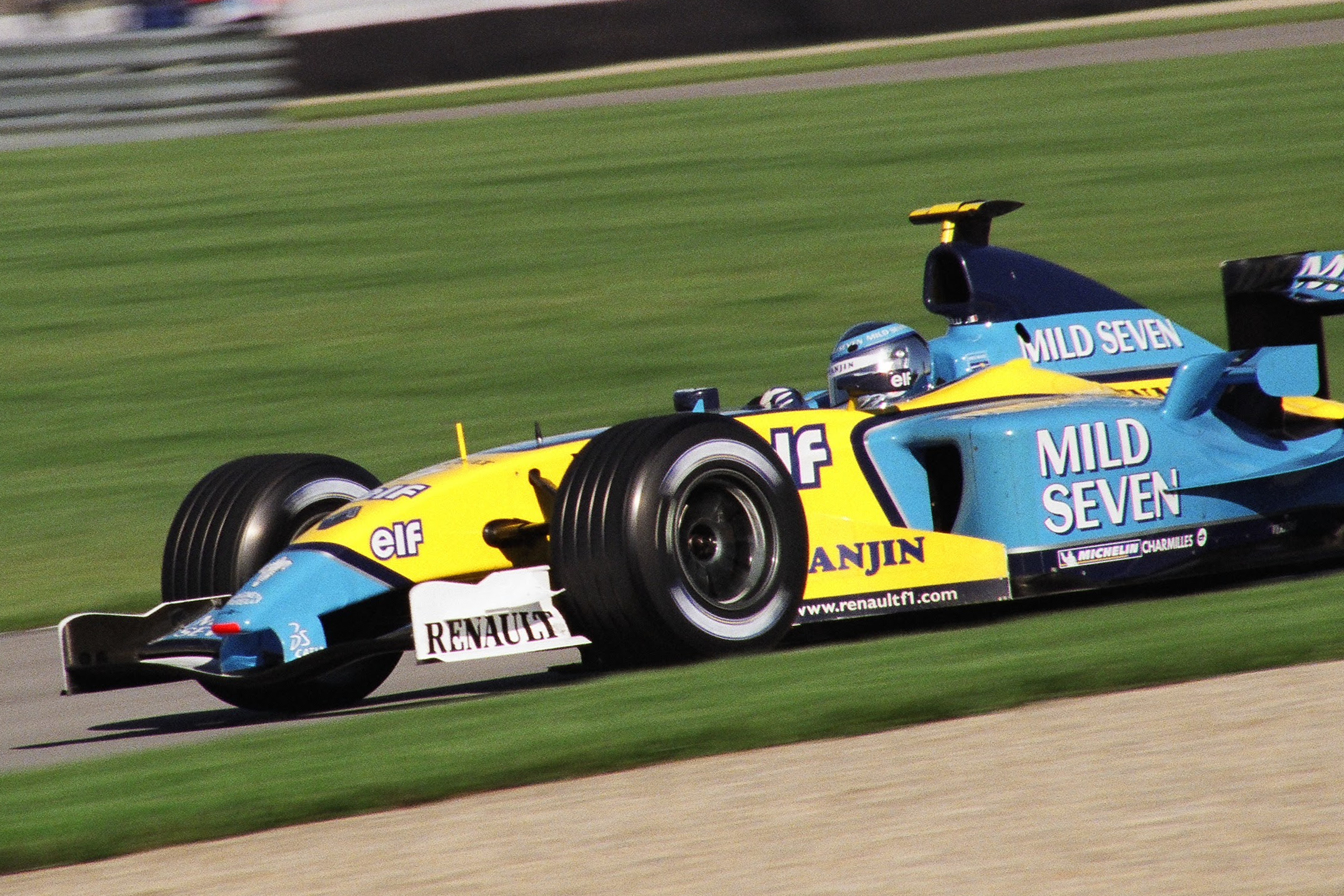
ルノー・R23

ホンダの参戦計画変更によってにわかに職を失ったデンシャムだったが、ほどなく、チーフデザイナーとしてベネトンチームに迎えられた。
同チームでは、マイク・ガスコインの指揮の下、当初マーク・スミスと交代の形で、2000年型ベネトン B200を手始めに、B201（2001年）、ルノー R23（2003年）、R25（2005年）、と1年置きに設計を手がけ、R25はその年の両タイトルの獲得に貢献した。ガスコイン、マーク・スミスが離脱したこともあり、2006年のR26の設計もデンシャムが統括する設計部門が手がけている。
2011年にデンシャムはルノーを退職し、F1から引退した。

## 評価
当初デザイナーとしてF1に関わり始めたため、キャリアの中途において、偶発的にデザインを手がけたこともあるが、主にレースエンジニアとしてキャリアの多くを積んでいる人物である。そのため、他のトップチームのチーフデザイナーに比べ、異彩を放った存在と言える。
中嶋悟、片山右京の両ドライバーのレースエンジニアを務めているほか、ホンダの第3期F1参戦計画で当初計画されていたフルワークスチームのテストに関わるなど、日本と奇妙に縁がある人物でもある。